# Robin Chichester-Clark
Sir Robert Chichester-Clark (Derry, 10 de janeiro de 1928 – 5 de agosto de 2016) foi parlamentar de Londonderry na Câmara dos Comuns do Reino Unido de 1955 até fevereiro de 1974, e foi o único membro representante da Irlanda do Norte para ser um ministro desde o Ato do Governo da Irlanda de 1920.